# Highland (council area)
A Área de Conselho (ou Council Area) de Highland (em gaélico escocês, Sgìre Comhairle na Gàidhealtachd), é uma das 32 novas subdivisões administrativas da Escócia, em vigor desde 1996. Localiza-se nas Terras altas da Escócia, é a maior unidade autoritária tanto da Escócia quanto do Reino Unido.  

## Geografia
A Council Area de Highland faz fronteira com Moray e Aberdeenshire ao leste, Perth and Kinross ao sudeste, Argyll and Bute ao sudoeste e as ilhas Outer Hebrides ao oeste. Além da Council Area de Highland, as Council Area de Angus e Stirling também contém partes das Terras altas da Escócia em seus territórios administrativos.
A Council Area de Highland também cobre a maior parte das ilhas Inner Hebrides, partes dos territórios dos antigos condados de  Inverness-shire e Ross and Cromarty, todo o território dos antigos condados de Sutherland, Caithness, Nairnshire e pequenas partes de Argyll e Moray (todos os condados foram abolidos em 1975 e substituidos pelos distritos e regiões).
A partir de 1975, a área atual de Highland era denominada Região de Highland e continha oito distritos: Badenoch and Strathspey, Caithness, Inverness-shire, Lochaber, Nairn, Ross and Cromarty, Skye and Lochalsh e Sutherland.
Já em 1996, uma lei parlamento escocês, aboliu os distritos distritos e os transformou na Council Area (área de conselho) de Highland, que adotou os distritos como áreas de gerenciamento e criou comitês para representá-los em 1999. Em 2007, essas áreas foram abolidas em favor das oito novas áreas corporativas de mesmo nome porém de territótios ligeiramente diferentes.
Para a maioria das pessoas na Escócia, o nome Highland soa muito estranho e para se referir a um local na região as pessoas costumam dizer the Highland Council area, the Highland area ou the Highland region. Por outro lado, as pessoas tendem a usar os nomes dos antigos condados para as regiões onde eles se localizavam. Usa-se também os termos Northern (norte) para se referir às Council Area de Highland e das ilhas Orkney, Shetland e Na h-Eileanan Siar. 
A sede (ou capital) de Highlands é a cidade de Inverness.

## Cidades e vilarejos
- Alness, Altnaharra, Arken, Applecross, Aviemore, Avoch
- Back of Keppoch, Ballachulish, Bettyhill, Broadford, Brora
- Cromarty, Culloden
- Dalwhinnie, Dingwall, Dornie, Dornoch, Drumnadrochit, Durness
- Fearn, Fort Augustus, Fortrose, Fort William
- Gairloch, Glencoe, Golspie
- Helmsdale
- Hogsmeade
- Invergarry, Invergordon, Inverie, Invermoriston, Inverness
- John o' Groats
- Kingussie, Kinlochbervie, Kinlochleven, Kyle of Lochalsh
- Mallaig
- Nairn, Newfield, Newtonmore, North Ballachulish
- Plockton, Portmahomack, Portree
- Rosemarkie
- South Ballachulish, Strathpeffer
- Tain, Thurso, Tobermory, Tongue, Torridon
- Ullapool
- Wick

## Lugares de interesse
- Castelo de Skibo
- Castelo de Urquhart
- Castelo de Tioram
- Castelo de Cawdor
- Castelo de Hogwarts
- Chanonry Point
- Campo da batalha de Culloden
- Forte George
- Highland Folk Museum
- Lago Linnhe
- Lago Lochy
- Lago Ness
- Funicular da Montanha Cairngorm